# 松面古墳
松面古墳（まつめんこふん）は、千葉県木更津市朝日にあった古墳。形状は方墳。祇園・長須賀古墳群を構成した古墳の1つ。現在では墳丘は失われている。
本項では、松面古墳の南にあった塚の腰古墳についても解説する。

## 概要
千葉県中部、小櫃川下流域左岸の沖積地に築造された大型方墳である。南には大溝（2号溝）を挟んで塚の腰古墳が所在した。1938年（昭和13年）に石室が発掘・調査され副葬品が出土しているほか、調査後に削平され埋没古墳となり、2005・2010・2014年度（平成17・22・26年度）に発掘調査が実施されている。
墳形は方形で（調査前は小円墳とされた）、東西44.2メートル・南北45.3メートルを測り、方墳としては千葉県内で第3位の規模になる。墳丘周囲には周溝・外周溝が巡らされており、周溝を含んだ規模は約69.5メートル、外周溝を含んだ規模は約84.5メートルにおよぶ。周溝内からは、木製品（鋤先・柄・杭・修羅・刀形など）が出土している。特に修羅は、古墳築造に際して石材を運搬するもので、三ツ塚古墳（大阪府藤井寺市）に次ぐ国内2例目として注目される。埋葬施設は両袖式の横穴式石室。石室の石材は軟質砂岩の切石で、床面は板石敷であったという。病院に伝わった石棺が使用された可能性があるが、他の記録には記載がなく明らかでない。1938年（昭和13年）の発掘では、石室内から装飾付大刀・武器・装飾品・馬具・須恵器・土師器など多数の副葬品が出土している。
築造時期は、古墳時代終末期の7世紀初頭（TK209型式期）頃と推定される。祇園・長須賀古墳群では金鈴塚古墳（木更津市長須賀）に後続し、塚の腰古墳に先行する首長墓と想定され、房総では代表的な終末期古墳の1つとして重要視される古墳になる。

## 遺跡歴
- 1909年（明治42年）、開墾（または県道の土砂採取）に伴う塚の腰古墳の発掘（『千葉縣君津郡誌』上巻、『長須賀郷土史』、『木更津市史』）[1]。
  - 出土品：土地所有者の保管後、1972年（昭和47年）に直刀以外は千葉県立上総博物館へ寄贈、現在は木更津市郷土博物館金のすず保管[1]。
- 1938年（昭和13年）、旧君津病院建設に伴う松面古墳の緊急調査。調査後整地（菅生遺跡調査団）[2]。
  - 6月29日の人夫発掘品：木更津警察・千葉県を介して東京国立博物館が購入・保管[1]。
  - 7月19・20日の調査出土品：國學院大學へ移送・保管[1]。
- 2005年度（平成17年度）、土壌改良及び埋設物撤去工事に伴う松面古墳の確認調査（木更津市教育委員会、2006年に報告）[1]。
- 2010年度（平成22年度）、土壌改良及び埋設物撤去工事に伴う松面古墳・塚の腰古墳の確認調査（木更津市教育委員会、2013年に報告）[1]。
- 2014年度（平成26年度）、土壌改良及び埋設物撤去工事に伴う松面古墳・塚の腰古墳の本調査（木更津市教育委員会、2016年に報告）[1]。

## 出土品

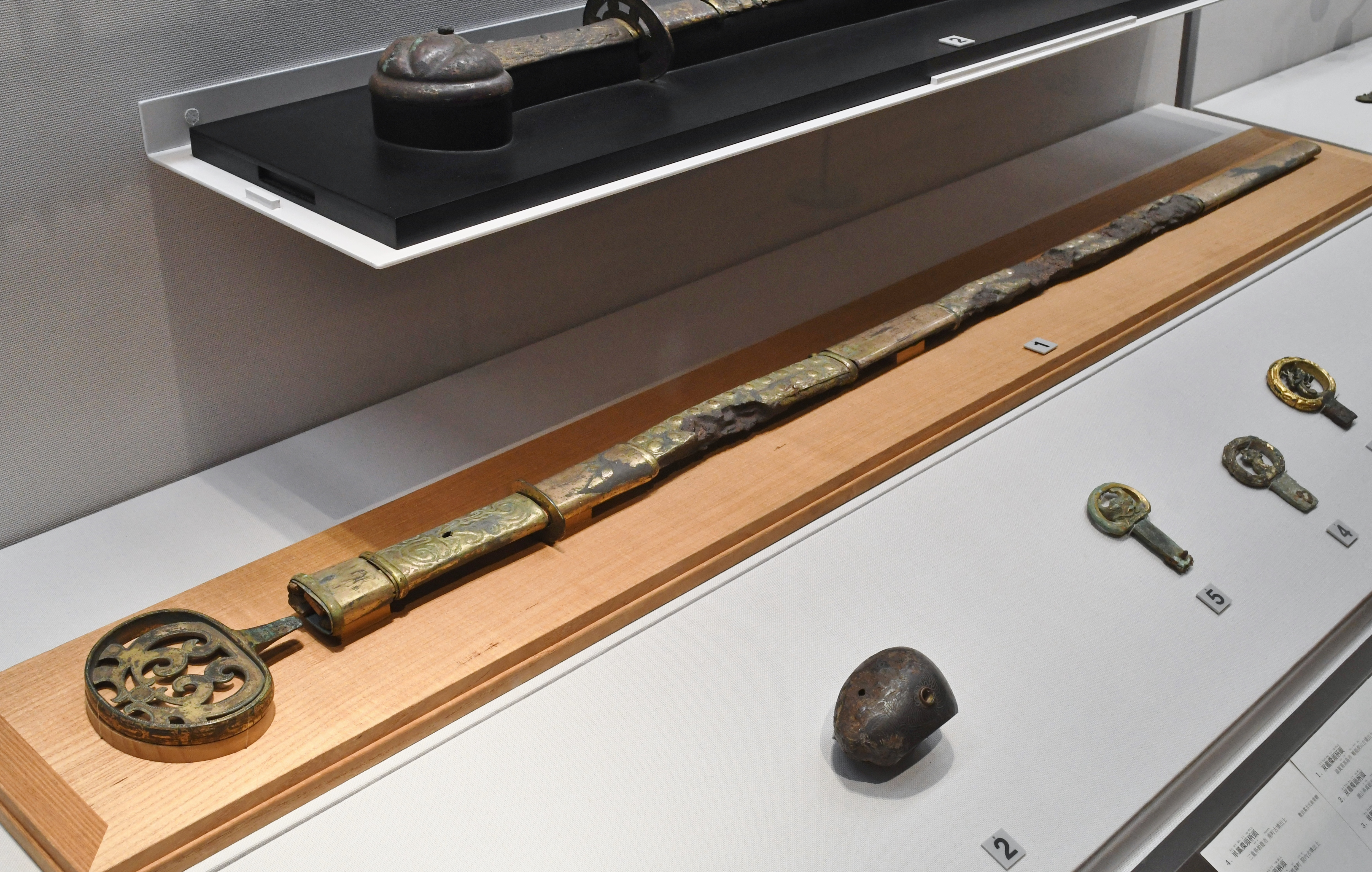
双龍環頭大刀東京国立博物館展示。

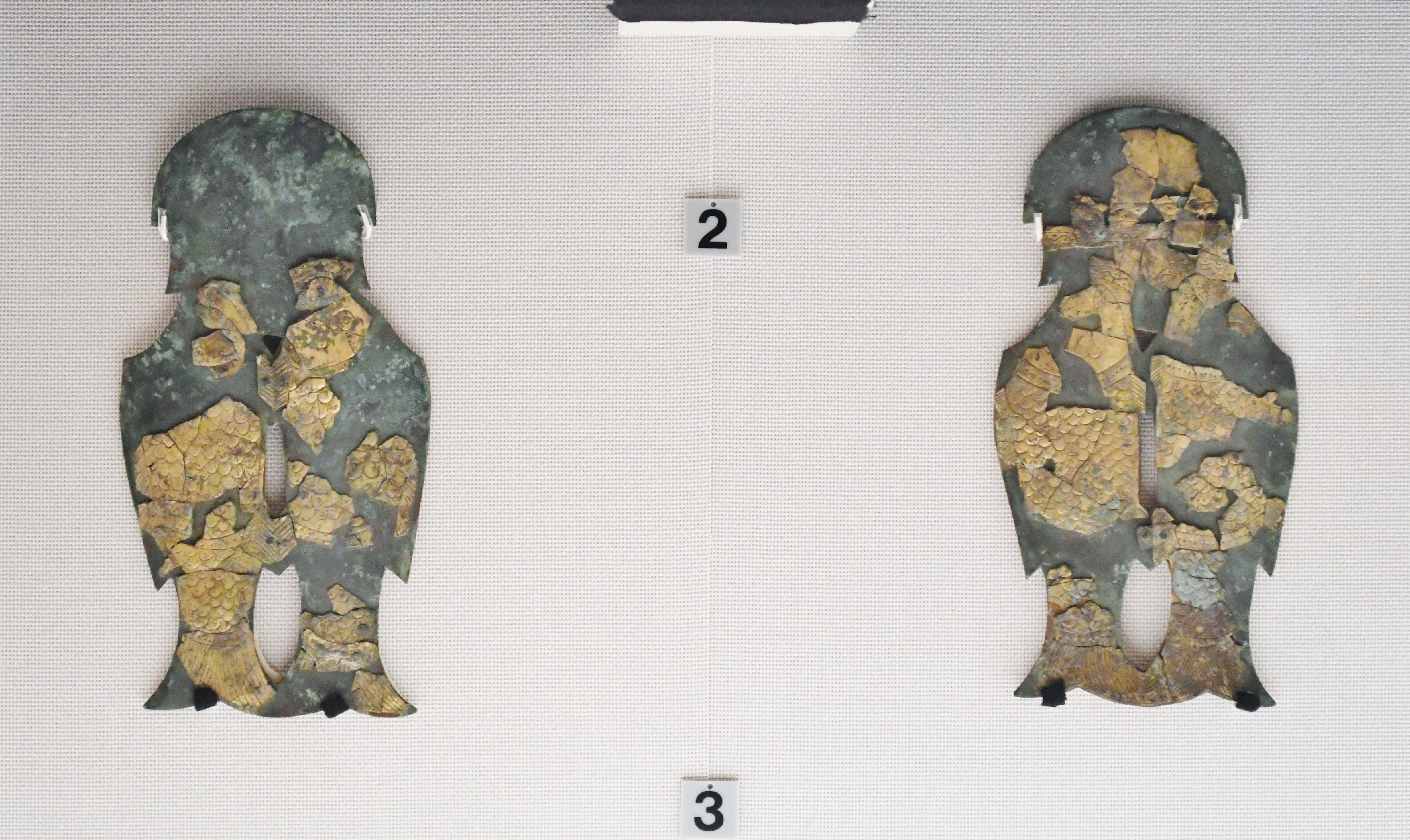
金銅製魚佩東京国立博物館展示。

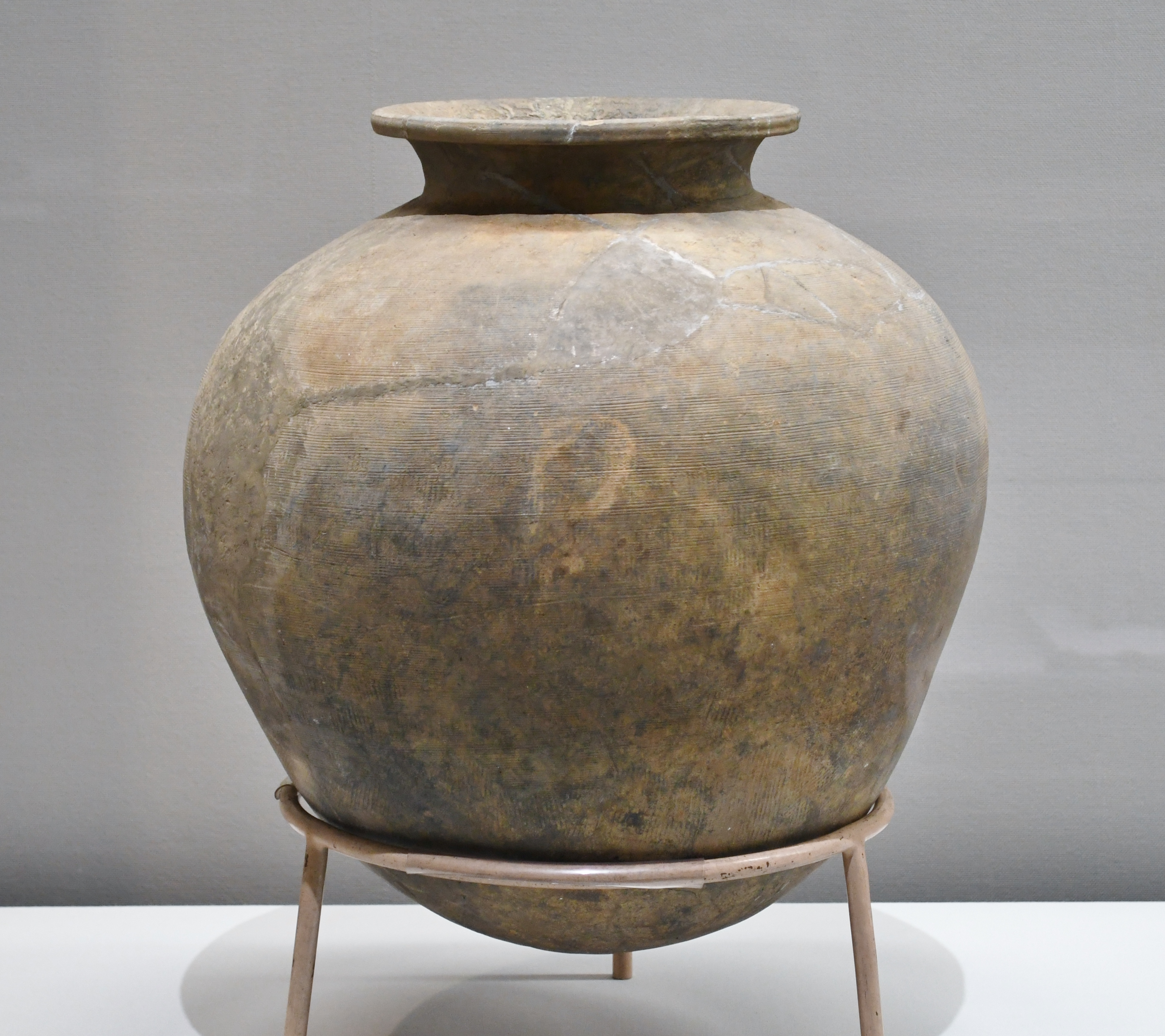
須恵器 甕東京国立博物館展示。

1938年（昭和13年）の発掘による出土品は次の通り。人夫発掘品は木更津警察・千葉県を介して東京国立博物館が購入・保管し、調査団出土品は國學院大學へ移送・保管されており、東京国立博物館・國學院大學博物館の各所蔵品にT・Kを付して掲載する。
- 飾大刀
  - 金銅装双龍環頭大刀 1（T）
  - 金銅装大刀 1（所在不明）
  - 銀装捩環頭大刀柄頭 1（T）
  - 金銅製鞘飾金具残片 一括（T）
  - 頭椎大刀柄頭 1（所在不明）
- 武器
  - 直刀 2以上（T） - 金銅製鞘飾金具残片の刀身部か。
  - 鉄鉾身・石突（K）
  - 銀製弭（Kか）
  - 鉄鏃（T・K）
- 装飾品
  - 金銅製双魚佩 1対（T）
  - 金銅製ガラス玉付木葉形腰佩 1対（K）
  - 金銅製方形花形飾金具 9（K）
  - ガラス小玉 - 木葉形腰佩のものか。
- 馬具
  - 金銅製鉸具付心葉形杏葉 2（T）
  - 金銅装鞍磯金具 3組（T1、K2）
  - 金銅製覆輪残片 6（T）
  - 鉄製壺鐙残欠 1対（T）
  - 鉄地金銅張革留金具 6（T）
- 銅椀 1（K）
- 須恵器 - 坏蓋3、坏身3以上、有蓋高坏5、高坏蓋4、無蓋高坏2、脚付長頸壺2、長頸壺蓋1、脚付坩片1、甕1（いずれもT）。
- 土師器 - 坏1、甕3（いずれもT）。

## 塚の腰古墳
塚の腰古墳（つかのこしこふん、塚の越古墳）は、松面古墳の南にあった古墳。形状は方墳。祇園・長須賀古墳群を構成した古墳の1つ。現在では墳丘は失われている。

### 概要

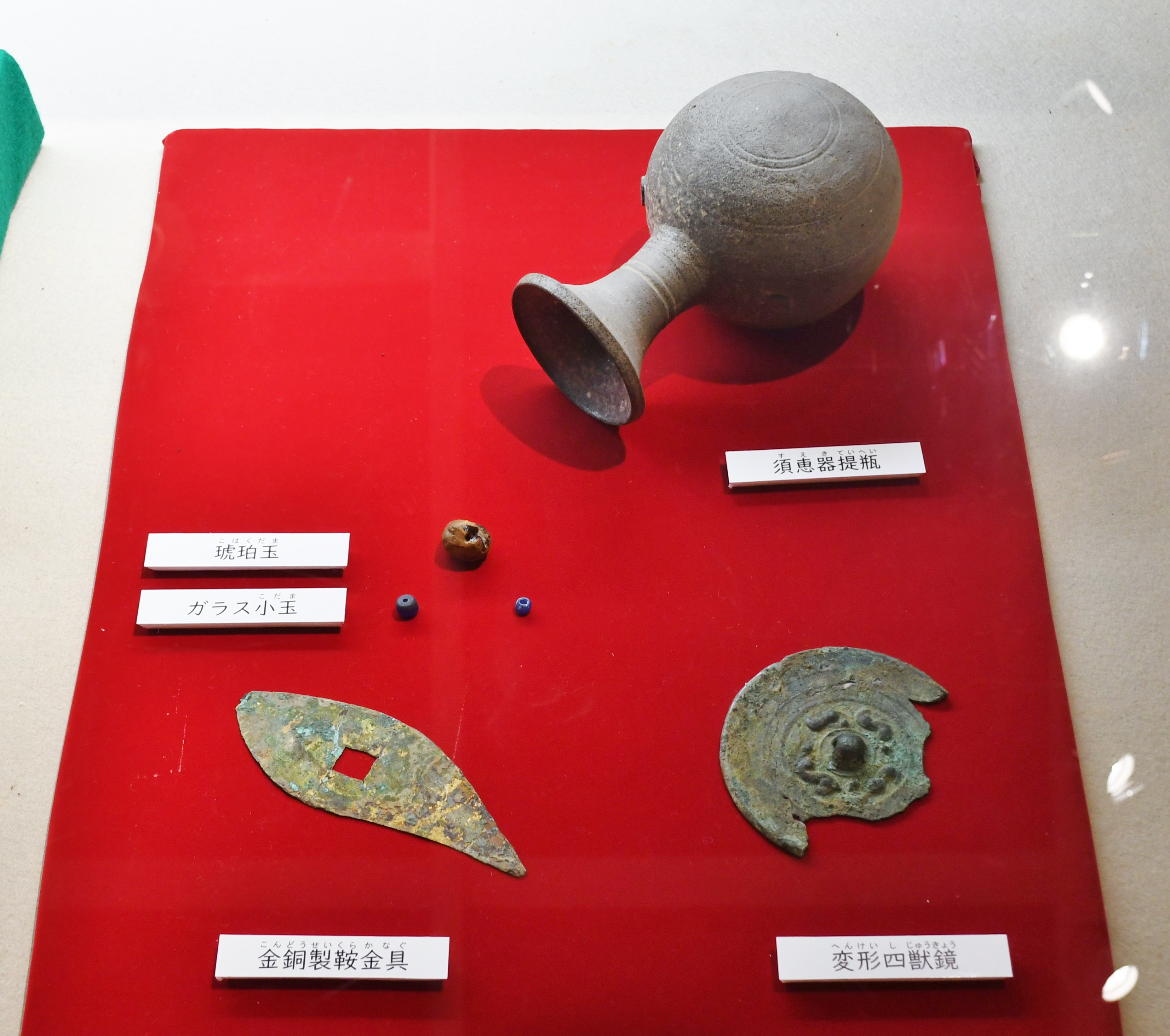
出土品木更津市郷土博物館金のすず展示。

松面古墳の南、大溝（2号溝）を挟んで築造された大型方墳である。1909年（明治42年）に発掘され副葬品が出土しているほか、2005・2010・2014年度（平成17・22・26年度）に発掘調査が実施されている。
墳形は方形で（調査前は小円墳とされた）、一辺約39.5メートルを測った。墳丘周囲には周溝・外周溝が巡らされており、周溝を含んだ規模は約61.0メートル、外周溝を含んだ規模は約73.5メートルにおよぶ。埋葬施設は失われているため明らかでない。1909年（明治42年）の発掘では、副葬品として銅鏡・直刀・鉄鏃・馬具・須恵器などが出土している。
築造時期は、古墳時代終末期の7世紀前半（TK217型式期）頃と推定される。祇園・長須賀古墳群では松面古墳に後続する首長墓と想定される。

### 出土品
1909年（明治42年）の発掘による出土品は次の通り。
- 仿製四獣鏡 1 - 直径10.75センチメートル、約3分の1を欠く。鳥屋場1号墳出土鏡（長野県飯田市）と近似。
- 金銅製鞍磯金具 1
- 直刀 1
- 琥珀玉 1
- ガラス小玉 2
- 須恵器 - 長頸壺1。

『長須賀郷土史』によれば、鉄鏃も出土したとみられる。以上の出土品のうち、直刀・鉄鏃を除いたものは土地所有者の保管後、千葉県立上総博物館を経て、現在は木更津市郷土博物館金のすずで保管されている。

## 関連施設
- 木更津市郷土博物館金のすず（木更津市太田） - 塚の腰古墳の出土品を保管。
- 東京国立博物館（東京都台東区） - 松面古墳の出土品を保管。
- 國學院大學博物館（東京都渋谷区東、國學院大學渋谷キャンパス内） - 松面古墳の出土品を保管（常設展示なし）。

## 関連文献
（記事執筆に使用していない関連文献）
- 松面古墳
  - 稲木章宏「松面古墳発掘調査」『木更津市文化財調査集報』第11号、木更津市教育委員会、2006年。
  - 酒巻忠史「松面古墳関連資料」『木更津市文化財調査集報』第11号、木更津市教育委員会、2006年。
  - 酒巻忠史「松面古墳出土双魚佩の図上復元」『木更津市文化財調査集報』第14号、木更津市教育委員会、2009年。
  - 井上賢「平成21年度の発掘調査」『木更津市文化財調査集報』第15号、木更津市教育委員会、2011年。
  - 井上賢「平成22年度の発掘調査」『木更津市文化財調査集報』第15号、木更津市教育委員会、2011年。
  - 松本勝「平成23年度の発掘調査」『木更津市文化財調査集報』第17号、木更津市教育委員会、2013年。
- 塚の腰古墳
  - 杉山晋作「木更津市 '塚の越古墳' 出土遺物」『MUSEUMちば』第4号、千葉県博物館協会、1974年。
  - 稲木章宏「塚の腰古墳出土資料について」『木更津市文化財調査集報』第17号、木更津市教育委員会、2013年。